# Industrialiserede landbrug
Industrialiserede landbrug henviser til den industrialiserede produktion af kvæg, fjerkræ, fisk og afgrøder. Ved overgangen til industrielle produktionsmetoder øges samtidig kapitalbehovet, og begge dele medfører, at landbrugenes eksistens som privatejede, selvstændige enheder efterhånden går tabt. Det får den følge, at landbrugerne ændrer opfattelsen af deres rolle i samfundet og af deres forhold til jord, afgrøder og husdyr. Metoderne, der bruges, fokuserer oftest på økonomisk afkast, og man bekymrer sig kun i mindre grad om ting som dyrenes forhold. 
Industrialiserede landbrug er vidt udbredte i udviklede nationer – deriblandt Danmark – og størstedelen af det kød, mælk og æg som kan købes i supermarkedet er produceret i industrialiserede landbrug.

## Historie
Industrialiserede landbrug er en relativt ny udvikling i landbrugets historie, og er resultatet af videnskabelige opdagelser og teknologiske landvindinger. Innovationer inden for landbruget, som startede i slutningen af 1800-tallet skete generelt parallelt med udviklingen af masseproduktion inden for andre industrier, som karakteriserede slutningen på den industrielle revolution.  Klassificeringen af nitrogen og fosfor som vigtige faktorer i plantevækst førte til fremstillingen af syntetisk gødning, hvilket muliggjorde mere intensive former for landbrug. Opdagelsen af vitaminer og deres rolle i dyrs ernæring i de to første årtier af det 20. århundrede, førte til vitamintilskud, som i 1920'erne tillod at bestemte kreaturer kunne avles indendørs, hvilket reducerede mængden af ugunstige naturlige elementer de blev udsat for. Opdagelsen af antibiotika i 1940'erne gjorde det muligt at avle kreaturer i større skala ved at reducere sygdom blandt dyrene. Kemikalier som blev udviklet til brug i 2. verdenskrig fremmede udviklingen af syntetiske pesticider.

## Dyr
Modstandere af industrialiserede dyrelandbrug siger at det er mishandling af dyrene, og at det er en sundhedsmæssig risiko og gør skade på miljøet.
I 2003 skrev Worldwatch Institute i en udgivelse af "det industrialiserede landbrugs metoder skaber et net af problemer for madsikkerhed, dyrevelfærd og miljøet verden over, når landbrugsgiganter forsøger at undslippe strammere miljømæssige restriktioner i EU og USA ved at flytte deres dyreproduktioner til mindre udviklede lande." 
Blandt argumenterne mod industrialiserede landbrug er:
- Sygdom — Overbefolkning kan føre til sygdom.  I naturlige omgivelser er dyr sjældent klemt lige så tæt sammen. Sygdom spreder sig hurtigt i områder hvor dyrene lever tæt op ad hinanden. Dyr som avles på antibiotika udvikler antibiotikaresistens overfor diverse bakterier.[5] Brugen af animalske biprodukter, deriblandt benmel, var direkte skyld i spredningen af kogalskaben, som har ramt mere end 180.000 kvæg og 170 mennesker.

- Forurening af luft og vand — Der bliver produceret store mængder og koncentrationer af affald.[6] Søer, floder og grundvandet er i fare når dyrs affald ikke genbruges ordenligt. Der udsendes også forurenende gasser. Støv og lugt kan også skabe problemer for folk som bor i nabolaget.
- Mishandling — Dyr bliver stuvet tæt sammen, bedøvet og bliver nogle gange opereret. Kyllinger får savet deres næb af kort efter de er udklækkede, så de ikke hakker hinanden ihjel. Høns og grise som bliver spærret tæt inde i tomme miljøer får ofte fysiske problemer som osteoporose, og bliver ofte frustrerede af kedsomheden, hvilket kan føre til monoton eller selvdestruktiv adfærd.[7] [8]
- Overforbrug af ressourcer — Større bestande af dyr kræver tilsvarende større mængder vand og udtømmer vandressourcer i nogle områder. [kilde mangler]
- Ødelæggelse af biologisk forskellighed — Industrialiserede landbrug rydder store områder for at få plads til en enkelt dyreart, som oftest er fremmed for regionen, og eliminerer dermed hele det lokale økosystem.

## Alternativer
Definitionen af hvad et industrialiseret landbrug er varierer, og derfor er alternativerne til industrialiserede landbrug ikke entydigt definerede. Generelt set taler mange kritikere af industrialiserede landbrug for decentraliserede produktioner, hvor man enten køber direkte af lokale landmænd eller hvor de lokale selv tager del i landbruget, og nedsættelse, eller afskaffelse, af syntetiske midler i landbruget.
Nogle har foreslået gensplejsede madvarer som en løsning på visse problemer i industrialiserede landbrug, specielt vedrørende overdrevent brug af pesticider og gødning.
Andre mener at kreaturavl er unødvendig, og anbefaler en fuldstændig afskaffelse af industrien og taler i stedet for veganisme.

## Fodnoter
1. ↑  "Cruelty to Animals: Mechanized Madness", PETA
2. ↑  Comis, Don, USDA Agricultural Research Service. "Settling Doubts about Livestock Stress." i Agricultural Research. Marts 2005. s. 4-7.
3. ↑  Smith, Lewis W., USDA Agricultural Research Service.  “Forum – Helping Industry Ensure Animal Well-Being. Arkiveret 20. juli 2008 hos  Wayback Machine” i Agricultural Research.  Marts 2005.  s. 2.
4. ↑  Nierenberg, Danielle. Factory Farming in the Developing World Arkiveret 2. juni 2006 hos  Wayback Machine World Watch Magazine: Maj/Juni 2003.
5. ↑  "Agricultural Antibiotic Use Contributes To 'Super-bugs' In Humans", ScienceDaily, 5. juli 2005.
6. ↑  "Facts about Pollution from Livestock Farms". National Resource Defense Council. Hentet 30. maj 2006.
7. ↑  "The Welfare of Intensively Kept Pigs – Rapport fra Scientific Veterinary Committee, Europa-Kommissionen, og "Opinion of the AHAW Panel related to the welfare aspects of various systems of keeping laying hens" Arkiveret 11. juni 2007 hos  Wayback Machine, European Food Safety Authority (7. marts 2005)
8. ↑  Anima – tilsendt materiale om landbrug